# Brian Flores
Brian Flores (* 24. Februar 1981 in Brooklyn, New York) ist ein US-amerikanischer American-Football-Trainer. Er war von 2019 bis 2021 der Head Coach der Miami Dolphins in der National Football League (NFL). Davor war er fünfzehn Jahre als Scout und Coach bei den New England Patriots tätig, mit denen er vier Mal den Super Bowl gewann. Zurzeit ist Flores Defensive Coordinator der Minnesota Vikings.

## Leben
Flores ist der Sohn honduranischer Einwanderer. Er wuchs mit vier Brüdern in einer Sozialwohnung im New Yorker Stadtviertel Brownsville auf, das als eine der kriminellsten und ärmsten Gegenden New Yorks gilt. Die High School absolvierte er an der Prep Country Day in Brooklyn, eine private High School, die einige Plätze für Athleten aus Haushalten mit geringem Einkommen reservierte.
Nach der High School ging Flores an das Boston College, wo er aufgrund guter Noten ein akademisches Stipendium erhielt. Dort spielte er von 1999 bis 2003 als Linebacker. Wegen eines Muskelrisses des Quadrizeps, der operiert werden musste, verpasste Flores eine Karriere in der NFL.
Flores ist verheiratet, hat zwei Söhne und eine Tochter.

## Karriere
Nach dem College fing Flores 2004 bei den New England Patriots als Talentsucher an. 2008 wechselte er in den Trainerbereich, zunächst als Assistent bei den Special Teams und anschließend auch in der Offense und Defense. 2012 wurde er Safeties-Coach. 2016 wechselte er auf dieselbe Position bei den Linebackern. 2018 übernahm Flores die Ansage der Spielzüge für die Defensive und war damit de facto Defensive Coordinator, ohne dabei offiziell diesen Titel zu tragen. Mit den Patriots gewann Flores die Super Bowls XXXIX, XLIX, LI und LIII.
Im Februar 2019 wurde Flores als neuer Head Coach der Miami Dolphins vorgestellt. Seiner ersten Saison als Cheftrainer war er allerdings nicht unbedingt von Erfolg gekrönt: Die ersten sieben Spiele in Folge wurden verloren, am Ende standen 5 Siegen 11 Niederlagen gegenüber. Somit beendete man die Saison auf dem letzten Platz der AFC East. In den Spielzeiten 2020 und 2021 erreichten die Dolphins jeweils eine positive Bilanz, verpassten jedoch die Play-offs beide Male. Nach der Saison 2021 entließen die Dolphins Flores. Am 19. Februar 2022 wurde Brian Flores von den Pittsburgh Steelers als Linebackers-Coach und Senior Defensive Assistant verpflichtet. Am 6. Februar 2023 nahmen die Minnesota Vikings Flores als Defensive Coordinator unter Vertrag.

### Klage wegen Diskriminierung
Am 1. Februar 2022 wurde bekannt, dass Flores eine Sammelklage gegen die NFL sowie gegen die Miami Dolphins, die Denver Broncos und die New York Giants wegen Diskriminierung und Rassismus eingereicht hat. Hierin wird vor allem ein SMS-Verlauf zwischen Flores und Patriots-Coach Bill Belichick bezüglich des offenen Trainerpostens bei den Giants genannt. Zudem wird Dolphins-Eigentümer Stephen M. Ross belastet, Flores in der Saison 2019 100.000 Dollar für jedes verlorene Spiel zur Sicherung des Top-Picks im NFL Draft 2020 angeboten zu haben.